# ینس هوسگورد
ینس هوسگورد (دانمارکی: Jens Høysgaard; ۲۵ دسامبر ۱۶۹۸ – ۲۱ آوریل ۱۷۷۳) لغت‌شناس اهل دانمارک بود. او همچنین سرپرست دانشگاه کپنهاگ نیز بود.با وجود اینکه او مقام آکادمیکی نداشت، مقالات مهمی درباره زبان‌های دانمارکی و لاتین نوشت. امروزه، آثار او یکی از مهم‌ترین تحلیل‌های دستور زبان دانمارکی به شمار می‌رود.او نیز حرف Å/å را به الفبای دانمارکی معرفی کرد.